# درمانگاه

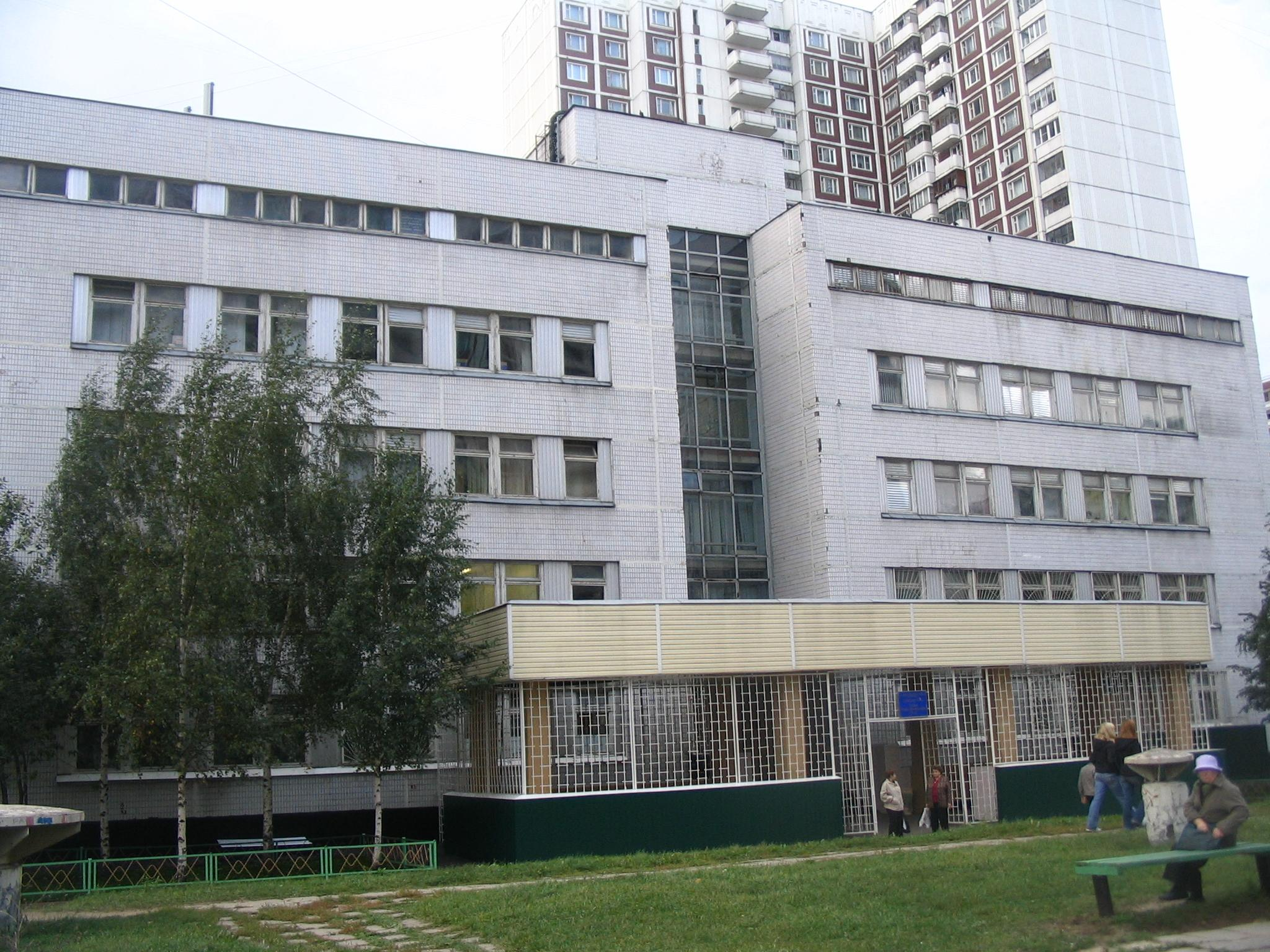
یک کلینیک در روسیه

درمانگاه یا کلینیک (به انگلیسی: clinic) ساختمان یا بخشی در بیمارستان یا مرکز بهداشتی-درمانی که به درمان بیماران یا مراقبت پزشکی از بیماران سرپایی اختصاص دارد. معمولاً درمانگاه موسسه‌ای مستقل است که به درمان بیماران می‌پردازد اما برخلاف بیمارستان بیماران را بستری نمی‌کند.
در ایران درمانگاه معمولاً می‌تواند دارای بخشهای پزشک عمومی و متخصص، دندانپزشکی، داروخانه، مامایی، رادیولوژی، آزمایشگاه و … باشد. مجوز تأسیس و پروانه بهره‌برداری درمانگاه را وزارت بهداشت، درمان و آموزش پزشکی از طریق دانشگاه‌های علوم پزشکی مربوطه صادر می‌نماید. درمانگاه می‌تواند خصوصی، دولتی یا خیریه باشد. هر درمانگاهی بجز مؤسس باید برای هر شیفت فعال خود دارای مسئول فنی پزشک باشد. درمانگاه می‌تواند عمومی یا تخصصی (مانند درمانگاه پوست و مو یا درمانگاه دندانپزشکی) باشد.
انواع کلینیک عبارتند از :
- کلینیک عمومی (درمان بیماری‌های رایج و عمومی)
- کلینیک تخصصی (مثلاً: قلب، مغز و اعصاب، داخلی، پوست و مو)
- کلینیک دندانپزشکی
- کلینیک پوست و مو
- کلینیک زیبایی
- کلینیک زنان و زایمان
- کلینیک روانشناسی و مشاوره
- کلینیک چشم‌ پزشکی
- کلینیک گوش، حلق و بینی
- کلینیک ارتوپدی (استخوان و مفاصل)
- کلینیک فیزیوتراپی
- کلینیک ترک اعتیاد
- کلینیک تغذیه و رژیم درمانی
- کلینیک طب سنتی و طب مکمل
- کلینیک ناباروری و درمان نازایی
- کلینیک اطفال
- کلینیک ریه و آلرژی
- کلینیک گوارش و کبد
- کلینیک گفتار درمانی و کاردرمانی

- کلینیک توانبخشی

برخلاف ساختمان پزشکان، درمانگاه مؤسسه واحدی است و می‌تواند با سازمان‌های بیمه‌گر و اداره‌ها قرارداد (برای پذیرش بیماران) ببندد، سرنسخه و سربرگ داشته باشد و پذیرش و صندوق واحدی برای بخش‌های گوناگون داشته باشد.